# 銀紫荊星章
銀紫荊星章（英語：Silver Bauhinia Star，縮寫：SBS）是香港授勳及嘉獎制度下的其中一種勳章，頒授予長期擔任公共事務及志願工作的領導人物。自1998年起開始頒授。

## 授勳名單

### 1998年
- 方津生醫生，SBS，JP
- 李祖澤先生，SBS
- 李樹輝先生，SBS，JP
- 沈聯濤先生，SBS
- 邵友保博士，SBS
- 林貝聿嘉女士，SBS，JP
- 邵善波先生，SBS
- 金耀基教授，SBS，JP
- 施高理先生，SBS，JP（Mr. Richard Alan SIEGEL, S.B.S., J.P.）
- 韋文南先生，SBS，JP
- 梁王培芳女士，SBS，JP
- 陳炳煥先生，SBS，JP
- 黃應士先生，SBS
- 鄭耀棠先生，SBS
- 盧重興先生，SBS
- 戴毅彬先生，SBS（Mr. Ian Barry DALE, S.B.S.）
- 戴權先生，SBS，JP
- 施文信先生，SBS（Mr. Thomas Brian STEVENSON, S.B.S.）

### 1999年
- 方心淑博士，SBS，JP
- 王于漸教授，SBS
- 伍淑清女士，SBS，JP
- 何世柱先生，SBS，JP
- 何承天議員，SBS，JP
- 余國春先生，SBS，JP
- 李啟明議員，SBS，JP
- 狄樂能先生，SBS，JP（Mr. Brian DAGNALL, S.B.S., J.P.）
- 周永新教授，SBS，JP
- 洪承禧先生，SBS，JP[註 1]
- 胡道輝先生，SBS，JP（Mr. Barry Jonathan Clayton WOODROFFE, S.B.S., J.P.）
- 梁欽榮先生，SBS
- 許文詔先生，SBS，JP
- 陳港生先生，SBS
- 陳德霖先生，SBS，JP
- 程介明教授，SBS，JP
- 楊孫西先生，SBS，JP
- 廖柏偉教授，SBS，JP
- 潘迪生先生，SBS
- 潘國城博士，SBS，JP
- 黎明基先生，SBS，JP
- 霍震霆議員，SBS，JP
- 龍炳頤教授，SBS，JP
- 蘇國榮先生，SBS，JP
- Prof. Inga-Stina EWBANK，SBS
- Sir Edward PARKES，SBS

### 2000年
- 梁劉柔芬議員，SBS，JP
- 葉謀遵博士，SBS，JP
- 嚴元浩先生，SBS，JP
- 梁國新先生，SBS，JP
- 曾廣豫先生，SBS，JP
- 方正先生，SBS，JP
- 方潤華先生，SBS，JP
- 李紹鴻教授，SBS，JP
- 林滿甜先生，SBS，JP
- 胡紅玉女士，SBS，JP
- 張建東先生，SBS，JP
- 莊紹樑博士，SBS，JP
- 顧爾言先生，SBS，JP
- 吳炳昌先生，SBS
- 楊善深先生，SBS
- 廖一原先生，SBS
- 劉秀成教授，SBS

### 2001年
- 韋徐潔儀女士，SBS，JP
- 周厚澄先生，SBS，JP
- 李乃熺博士，SBS，JP
- 李文彬先生，SBS，JP
- 周一嶽醫生，SBS，JP
- 林李靜文女士，SBS，JP
- 范鴻齡先生，SBS，JP
- 倪少傑先生，SBS，JP
- 梁湛添先生，SBS，JP
- 湯比達先生，SBS，JP（Mr. Peter James THOMPSON, S.B.S., J.P.）
- 廖長城先生，SBS，SC，JP
- 薛明先生，SBS，JP（Mr. Nigel Christopher Leslie SHIPMAN, S.B.S., J.P.）
- 簡達恆先生，SBS，JP（Mr. David Thomas Rhys CARSE, S.B.S., J.P.）
- 關高苕華女士，SBS，JP
- 史美倫女士，SBS，JP
- 伍沾德先生，SBS
- 徐國炯先生，SBS
- 羅友禮先生，SBS
- 羅正威先生，SBS，SC（Mr. Robert George KOTEWALL, S.B.S., S.C.）

### 2002年
- 曹光彪先生，SBS
- 伍靜國先生，SBS，JP
- 許競平先生，SBS，JP
- 張學明先生，SBS，JP
- 布培先生，SBS，JP（Mr. Robert Douglas POPE, S.B.S., J.P.）
- 岑才生先生，SBS，JP
- 張敏儀女士，SBS，JP
- 梁秉中教授，SBS，JP
- 陳南祿先生，SBS，JP
- 黃光漢先生，SBS，JP
- 廖正亮先生，SBS，JP
- 蔡元雲醫生，SBS，JP
- 鮑紹雄先生，SBS，JP
- 鍾普洋先生，SBS，JP
- 郭文緯先生，SBS，IDS
- 余黎青萍女士，SBS
- 林中麟先生，SBS
- 韋基舜先生，SBS
- 馬畋先生，SBS（Mr. Francis G. MARTIN, S.B.S.）
- 許美德教授，SBS（Professor Ruth E. S. HAYHOE, S.B.S.）
- 傅立新牧師，SBS（Reverend Hugh PHILLIPSON, S.B.S.）
- 費蘇務滋女士，SBS
- 黃健靈教授，SBS
- 劉玉權先生，SBS
- 蔡德允女士，SBS

### 2003年
- 陳彥達先生，SBS，JP
- 楊孝華議員，SBS，JP
- 黃鴻堅先生，SBS，JP
- 沈文燾先生，SBS，JP
- 周永健先生，SBS，JP
- 林鴻鋆博士，SBS，JP
- 梁世華先生，SBS，JP
- 郭志權博士，SBS，JP
- 陸炳泉先生，SBS，JP
- 黃子欣先生，SBS，JP
- 楊汝萬教授，SBS，JP
- 戴義安教授，SBS，JP（Professor William Ian Rees DAVIES, S.B.S., J.P.）
- 韓國章教授，SBS，JP（Professor Ivor John HODGKISS, S.B.S., J.P.）
- 李道義先生，SBS（Mr. David John LITTLE, S.B.S.）
- 周潤發先生，SBS
- 林廣兆先生，SBS
- 徐是雄教授，SBS
- 張佑啟工程師教授，SBS
- 陳達文先生，SBS
- 馮華健先生，SBS，SC
- 鄧焜先生，SBS
- 簡福飴先生，SBS

### 2004年
- 丁午壽議員，SBS，JP
- 吳亮星議員，SBS，JP
- 許長青議員，SBS，JP
- 劉炳章議員，SBS
- 馬逢國議員，SBS，JP
- 鄧國楨法官，SBS，JP
- 林健鋒先生，SBS，JP
- 麥清雄先生，SBS，JP
- 白仲安先生，SBS，JP（Mr. John Robertson BUDGE, S.B.S., J.P.）
- 林光宇先生，SBS，JP
- 胡漢清先生，SBS，SC，JP
- 袁國勇教授，SBS，JP
- 梁君彥先生，SBS，JP
- 許晉奎先生，SBS，JP
- 楊釗博士，SBS，JP
- 廖約克博士，SBS，JP
- 翟信賢先生，SBS，JP（Mr. Christopher Iain Carlyle JACKSON, S.B.S., J.P.）
- 戴德豐博士，SBS，JP
- 侯瑞培先生，SBS
- 何禮泰先生，SBS（Mr. James Wyndham John HUGHES-HALLETT, S.B.S.）
- 李歐亞達利先生，SBS（Mr. Leo A. DALY, S.B.S.）
- 沈祖堯教授，SBS
- 汪明荃女士，SBS

### 2005年
- 呂明華議員，SBS，JP
- 陳鑑林議員，SBS，JP
- 林宣武先生，SBS，JP
- 陳家樂先生，SBS，JP
- 朱幼麟先生，SBS，JP
- 余鵬春先生，SBS，JP
- 李焯芬教授，SBS，JP
- 周文耀先生，SBS，JP
- 香灼璣先生，SBS，JP
- 張達烱先生，SBS，JP
- 梁建邦先生，SBS，JP
- 梁家齊先生，SBS，JP
- 陳樹鍈先生，SBS，JP
- 楊家聲先生，SBS，JP
- 霍震寰先生，SBS，JP
- 鍾沛林先生，SBS，JP
- 羅致光博士，SBS，JP
- 羅樂秉先生，SBS，JP（Mr. Robert John Steen LAW, S.B.S., J.P.）
- 包陪慶教授，SBS
- 麥高義教授，SBS，SC（Professor Gerard McCOY, S.B.S., S.C.）

### 2006年
- 林偉強議員，SBS，JP
- 何鍾泰議員，SBS，JP
- 馮檢基議員，SBS，JP
- 丁毓珠女士，SBS，JP
- 吳仕福先生，SBS，JP
- 陳東博士，SBS，JP
- 葉國忠先生，SBS，JP
- 何永煊先生，SBS，JP
- 李子良先生，SBS，JP
- 李澤培先生，SBS，JP
- 林振敏先生，SBS，JP
- 林健枝教授，SBS，JP
- 高贊覺博士，SBS，JP
- 崔崇堯博士，SBS，JP
- 曹德江先生，SBS，JP
- 許雄先生，SBS，JP
- 麥龍詩迪醫生，SBS，JP（Dr. Judith Mary Longstaff MACKAY, S.B.S., J.P.）
- 鄔滿海先生，SBS，JP
- 霍文先生，SBS，JP（Mr. Robert Charles Law FOOTMAN, S.B.S., J.P.）
- 范上達教授，SBS
- 曹文錦先生，SBS

### 2007年
- 陳家強議員，SBS，JP
- 陳婉嫻議員，SBS，JP
- 單仲偕議員，SBS，JP[註 2]
- 黃容根議員，SBS，JP
- 石禮謙議員，SBS，JP
- 張宇人議員，SBS，JP
- 鄧兆棠醫生，SBS，JP
- 黃紹倫教授，SBS，JP
- 王英偉先生，SBS，JP
- 紀文鳳女士，SBS，JP
- 韋玉儀女士，SBS，JP
- 馬豪輝先生，SBS，JP
- 梁永立先生，SBS，JP
- 郭炳江先生，SBS，JP[註 3]
- 陳志輝教授，SBS，JP
- 彭贊榮先生，SBS，JP
- 費斐女士，SBS，JP
- 馮志強先生，SBS，JP
- 鄭維新先生，SBS，JP
- 黎仕海先生，SBS，JP
- 黎定基先生，SBS，JP（Mr. Anthony John Liddell NIGHTINGALE, S.B.S., J.P.）
- 彭詢元先生，SBS，CSDSM
- 區義國先生，SBS（Mr. Robert Charles ALLCOCK, S.B.S.）
- 嘉柏倫先生，SBS（Mr. Neil KAPLAN, S.B.S.）
- 蔣任宏先生，SBS

### 2008年
- 方剛議員，SBS，JP
- 董建成先生，SBS，JP
- 王國強工程師，SBS，JP
- 韋國洪先生，SBS，JP
- 郭晶強先生，SBS，FSDSM，JP
- 李宗德先生，SBS，JP
- 周振基博士，SBS，JP
- 王錫基先生，SBS，JP
- 老興忠先生，SBS，JP
- 梁適華先生，SBS，JP
- 彭耀佳先生，SBS，JP
- 馮國綸博士，SBS，JP
- 馮載祥先生，SBS，JP
- 黃志強先生，SBS，JP
- 黃福鑫先生，SBS，SC，JP
- 劉勵超先生，SBS，JP
- 鄧惠瓊教授，SBS，JP
- 黎棟國先生，SBS，IDSM
- 雷羅慧洪女士，SBS
- 苗學禮先生，SBS（Mr. John Anthony MILLER, S.B.S.）
- 區文浩先生，SBS
- 馮兆元先生，SBS
- 裴偉士教授，SBS（Professor Joseph Sriyal Malik PEIRIS, S.B.S.）
- 羅啟妍女士，SBS

### 2009年
- 李華明議員，SBS，JP
- 李國麟議員，SBS，JP
- 梁智仁教授，SBS，JP
- 陳振彬先生，SBS，JP
- 尹德勝先生，SBS，JP
- 梁黃文璿女士，SBS，JP
- 潘存恩博士，SBS，JP
- 盧文端先生，SBS，JP
- 何光偉先生，SBS，JP
- 余若海先生，SBS，SC，JP
- 余熾鏗先生，SBS，JP
- 李李嘉麗女士，SBS，JP
- 林超英先生，SBS，JP
- 邱霜梅博士，SBS，JP
- 柯清輝先生，SBS，JP
- 洪祖杭先生，SBS，JP
- 高靜芝女士，SBS，JP
- 張孝威先生，SBS，JP
- 梁廣灝工程師，SBS，JP
- 楊森先生，SBS，JP[註 4]
- 楊顯中博士，SBS，JP
- 霍泰輝教授，SBS，JP
- 簡文樂博士，SBS，JP
- 譚榮邦先生，SBS，JP
- 馬介璋博士，SBS
- 葉樹林博士，SBS
- 林樹哲先生，SBS
- 劉迺強先生，SBS

### 2010年
- 李鳳英議員，SBS，JP
- 李大壯先生，SBS，JP
- 林薇玲醫生，SBS，JP
- 陳耀星先生，SBS，JP
- 吳守基先生，SBS，MH，JP
- 孔郭惠清女士，SBS，JP
- 江樂士先生，SBS，SC，JP（Mr. Ian Grenville CROSS, S.B.S., S.C., J.P.）
- 余志穩先生，SBS，JP（Mr. Stephen Frederick FISHER, S.B.S., J.P.）
- 張景文先生，SBS，JP
- 陳弘毅教授，SBS，JP
- 陳育德先生，SBS，JP
- 劉長樂先生，SBS，JP
- 劉麥懿明女士，SBS，JP
- 羅家駿先生，SBS，JP
- 任達榮先生，SBS，PDSM
- 吳宇森先生，SBS
- 林淑儀女士，SBS
- 計佑銘先生，SBS
- 彭冲先生，SBS
- 靳埭強先生，SBS
- 蕭曾鳳群女士，SBS
- 余宇康教授，SBS
- 蔡耀君先生，SBS

### 2011年
- 辛達誠法官，SBS（The Honourable Mr. Justice John Lonsdale SAUNDERS, S.B.S.）
- 賴應虒先生，SBS，JP
- 馬月霞女士，SBS，MH
- 王賜豪醫生，SBS，JP
- 左偉國醫生，SBS，JP
- 伍達倫博士，SBS，JP
- 范佐浩先生，SBS，JP
- 楊志紅女士，SBS，JP
- 容永祺博士，SBS，MH，JP
- 黃建源先生，SBS，MH，JP
- 吳克儉先生，SBS，JP
- 吳良好先生，SBS，JP
- 李王佩玲女士，SBS，JP
- 李本瀅博士，SBS，JP
- 李國棟醫生，SBS，JP
- 李國楚先生，SBS，JP
- 汪穗中博士，SBS，JP
- 馮興宏先生，SBS，JP
- 蔡新榮先生，SBS，JP
- 謝肅方先生，SBS，JP（Mr. Stephen Richard SELBY, S.B.S., J.P.）
- 簡基富先生，SBS，JP（Mr. Keith Graham KERR, S.B.S., J.P.）
- 白韞六先生，SBS，IDSM
- 郭亮明先生，SBS，CSDSM
- 司徒永康醫生，SBS
- 何榮高先生，SBS
- 林家聲博士，SBS
- 廖湯慧靄女士，SBS
- 石仲廉法官，SBS（The Honourable Mr. Justice William Duncan STONE, S.B.S.）
- 伍謝淑瑩女士，SBS
- 盧煜明教授，SBS

### 2012年
- 黃定光議員，SBS，JP
- 林大輝議員，SBS，JP
- 陳玉樹教授，SBS，JP
- 彭鍵基法官，SBS
- 文偉彥先生，SBS，JP（Mr. Edward Patrick Aquinas MORAN, S.B.S., J.P.）
- 郭立誠先生，SBS，JP（Mr. Martin McKenzie GLASS, S.B.S., J.P.）
- 曹萬泰先生，SBS，JP
- 馬清煜先生，SBS，JP
- 陳特楚先生，SBS，MH，JP
- 蒲祿祺先生，SBS，JP（Mr. Charles Nicholas BROOKE, S.B.S., J.P.）
- 劉漢華先生，SBS，JP
- 盧景文教授，SBS，JP
- 周肇平教授，SBS，JP
- 林秉恩醫生，SBS，JP
- 張少卿女士，SBS，JP
- 梁高美懿女士，SBS，JP
- 梁鳳儀女士，SBS，JP
- 許曉暉女士，SBS，JP
- 陳建平先生，SBS，JP
- 陳維安先生，SBS，JP
- 陳鴻祥先生，SBS，JP
- 麥綺明女士，SBS，JP
- 彭玉陵先生，SBS，JP
- 劉賴筱韞女士，SBS，JP
- 譚百樂先生，SBS，JP（Mr. Roger Freeman TUPPER, S.B.S., J.P.）
- 關錫寧女士，SBS，JP
- 鍾偉平先生，SBS，MH
- 李銘澤先生，SBS，IDS
- 盧振雄先生，SBS，FSDSM
- 王嚴君琴女士，SBS
- 費明儀女士，SBS
- 吳文華女士，SBS
- 李炳光牧師，SBS
- 韋毅志法官，SBS（The Honourable Mr. Justice Alan Raymond WRIGHT, S.B.S.）
- 麥明康先生，SBS（Mr. Michael Anthony McMAHON, S.B.S.）
- 釋永惺法師，SBS

### 2013年
- 梁美芬議員，SBS，JP[2]
- 貝珊法官，SBS（The Honourable Madam Justice Clare-Marie BEESON, S.B.S.）
- 司徒偉先生，SBS，JP（Mr. Raj Sital MOTWANI, S.B.S., J.P.）
- 馬利德先生，SBS，JP
- 陳香屏先生，SBS，JP
- 蘇西智先生，SBS，MH
- 石丹理教授，SBS，JP
- 李樹榮博士，SBS，JP
- 狄志遠博士，SBS，JP
- 邱浩波先生，SBS，MH，JP
- 陳鎮仁先生，SBS，JP
- 黃松泉先生，SBS，JP
- 王惠貞女士，SBS，JP
- 朱鑫源先生，SBS，JP
- 何沛謙先生，SBS，JP
- 梁焯輝先生，SBS，JP
- 麥海雄醫生，SBS，JP
- 黃遠輝先生，SBS，JP
- 鄧甘滿先生，SBS，PDSM
- 湯偉奇博士，SBS，MH
- 黃金寶先生，SBS，MH
- 鍾景輝博士，SBS
- 劉允怡教授，SBS

### 2014年
- 黃國健議員，SBS
- 張華峰議員，SBS，JP
- 廖長江議員，SBS，JP
- 湯恩佳博士，SBS
- 石輝法官，SBS（The Honourable Mr. Justice Azizul Rahman SUFFIAD, S.B.S.）
- 賴磐德法官，SBS（The Honourable Mr. Justice Peter John LINE, S.B.S.）
- 單日堅先生，SBS，CSDSM
- 孫啟昌先生，SBS，MH，JP
- 吳祖南博士，SBS，JP
- 區永熙先生，SBS，JP
- 梁乃江教授，SBS，JP
- 許宗盛先生，SBS，MH，JP
- 陳韻雲女士，SBS，JP
- 劉展灝先生，SBS，MH，JP
- 何健華先生，SBS，JP
- 林群聲教授，SBS，JP
- 唐家成先生，SBS，JP
- 區載佳先生，SBS，JP
- 張錦輝先生，SBS，JP
- 陳志超先生，SBS，JP
- 曾梅芬女士，SBS，JP
- 黃徐玉娟女士，SBS，JP
- 翟紹唐先生，SBS，JP
- 歐陽方麗麗女士，SBS，JP
- 羅義坤先生，SBS，JP
- 譚錦球博士，SBS，JP
- 陳楚鑫先生，SBS，FSDSM

### 2015年
- 盧偉國議員，SBS，MH，JP
- 釋智慧法師，SBS
- 黃志光先生，SBS，JP
- 潘英光先生，SBS，JP
- 王榮珍女士，SBS，JP
- 彭長緯先生，SBS，JP
- 郭慶偉先生，SBS，JP
- 陳清霞博士，SBS，JP
- 陳章明教授，SBS，JP
- 馬耀添先生，SBS，JP
- 梁憲孫教授，SBS，JP
- 馬維騄先生，SBS，PDSM
- 包鍾倩薇法官，SBS（The Honourable Mrs. Justice Verina Saeeda BOKHARY）

### 2016年
- 李慧琼議員，SBS，JP
- 陸少冰女士，SBS，JP
- 黎文軒先生，SBS，FSDSM
- 李文俊先生，SBS，JP
- 李漢城先生，SBS，JP
- 林濬先生，SBS，JP
- 高寶齡女士，SBS，MH，JP
- 梁永祥先生，SBS，JP
- 陳小玲女士，SBS，MH，JP
- 鄧日燊先生，SBS，JP
- 簡松年先生，SBS，JP
- 施子清先生，SBS，JP
- 張妙清教授，SBS，JP
- 陳甘美華女士，SBS，JP
- 麥靖宇先生，SBS，JP
- 鄧清河先生，SBS，JP
- 陳國基先生，SBS，IDSM
- 黃世照先生，SBS，IDS
- 貝鈞奇先生，SBS，MH
- 周安達源先生，SBS
- 龐信先生，SBS
- 阮雲道先生，SBS
- 陳經緯先生，SBS

### 2017年
- 易志明議員，SBS，JP
- 梁志祥議員，SBS，MH，JP
- 陳守仁先生，SBS
- 陸恭蕙女士，SBS，JP
- 邱誠武先生，SBS，JP
- 李家超先生，SBS，PDSM，JP
- 梁敬國先生，SBS，JP
- 邱子昭先生，SBS，CSDSM
- 周玉堂先生，SBS，MH
- 何厚祥先生，SBS，MH
- 余錦基先生，SBS，BBS，JP
- 周轉香女士，SBS，MH，JP
- 胡曉明先生，SBS，JP
- 郭少明先生，SBS，JP
- 郭琳廣先生，SBS，JP
- 陳仲尼先生，SBS，JP
- 陳家駒先生，SBS，JP
- 雷添良先生，SBS，JP
- 趙汝熙先生，SBS，JP
- 黎時煖先生，SBS，JP
- 鍾樹根先生，SBS，MH，JP
- 劉家強先生，SBS，JP
- 林筱魯先生，SBS，JP
- 凌嘉勤先生，SBS，JP
- 高敬德先生，SBS，JP
- 許少偉先生，SBS，JP
- 楊建文先生，SBS，JP
- 劉靳麗娟女士，SBS，JP
- 蘇慶和先生，SBS，JP
- 黃志雄先生，SBS，PDSM
- 程伯中教授，SBS
- 盧溫勝先生，SBS
- 林高演先生，SBS
- 陳岳鵬先生，SBS
- 湯寶臣法官，SBS

### 2018年
- 蔣麗芸議員，SBS，JP
- 黃玉山教授，SBS，JP
- 曾　強先生，SBS
- 林國良先生，SBS，CSDSM
- 葉永成先生，SBS，MH，JP
- 王明鑫先生，SBS，JP
- 郭振華先生，SBS，MH，JP
- 陳淑薇女士，SBS，JP
- 黃均瑜先生，SBS，MH，JP
- 羅榮生先生，SBS，JP
- 林天星先生，SBS，JP
- 梁冠基先生，SBS，JP
- 梁家麗女士，SBS，JP
- 陳李藹倫女士，SBS，JP
- 黃嘉純先生，SBS，JP
- 蕭文達先生，SBS，JP
- 周國良先生，SBS，PDSM
- 李文達先生，SBS
- 陳幼南博士，SBS，MH
- 潘燊昌博士，SBS

### 2019年
- 林正財議員，SBS，JP
- 張仁良教授，SBS，JP
- 鍾安德法官，SBS
- 朱景玄先生，SBS，MH，JP
- 周永成先生，SBS，JP
- 簡志豪先生，SBS，MH，JP
- 李思廉博士，SBS，JP
- 唐嘉鴻工程師，SBS，JP
- 張天祥博士，SBS，JP
- 陳家亮教授，SBS，JP
- 劉燕卿女士，SBS，JP
- 蔡潔如女士，SBS，JP
- 鄧偉江先生，SBS，JP
- 蕭如彬先生，SBS，JP
- 鍾錦華工程師，SBS，JP
- 劉業成先生，SBS，PDSM
- 成漢强先生，SBS，MH
- 鄭明明女士，SBS
- 黎　明先生，SBS，MH
- 閻惠昌先生，SBS
- 吳秋北博士，SBS
- 陳清泉教授工程師，SBS
- 諸立力先生，SBS

### 2020年
- 包華禮法官，SBS
- 吳宏斌博士，SBS，MH
- 黃權輝先生，SBS，JP
- 李建日先生，SBS，FSDSM，FSMSM
- 李天柱先生，SBS
- 江達可博士，SBS，JP
- 陳黃麗娟博士，SBS，MH，JP
- 劉掌珠女士，SBS，JP
- 梁栢賢醫生，SBS，JP
- 何超瓊女士，SBS，JP
- 陳紅天博士，SBS，JP
- 陳愛菁女士，SBS，JP
- 歐達禮先生，SBS，JP
- 譚允芝女士，SBS，JP
- 蘇長榮先生，SBS，JP
- 李翠莎博士，SBS
- 胡偉民博士，SBS
- 岑智明先生，SBS
- 李小加先生，SBS
- 祈連活博士，SBS
- 梵志登先生，SBS
- 莊綺珊女士，SBS

### 2021年
- 鄧以海先生，SBS，CDSM
- 陳克勤議員，SBS，JP
- 姚思榮議員，SBS
- 王沛詩女士，SBS，JP
- 李應生先生，SBS，MH，JP
- 陳志球博士，SBS，JP
- 陳建強醫生，SBS，JP
- 李啟榮先生，SBS，JP
- 林余家慧女士，SBS，JP
- 林定國先生，SBS，SC，JP
- 黃天祐博士，SBS，JP
- 黃永光先生，SBS，JP
- 黃仲良先生，SBS，JP
- 黃成禧先生，SBS，JP
- 蔡立耀先生，SBS，JP
- 鄭翔玲女士，SBS，JP
- 支志明教授，SBS
- 沙意先生，SBS，MH（Mr Saeed UDDIN）
- 葉惠康博士，SBS，MH
- 蘇陳偉香女士，SBS
- 馮秀娟女士，SBS
- Sir Howard NEWBY，SBS，CBE，DL

### 2022年
- 張國鈞副司長，SBS，JP
- 麥美娟局長，SBS，JP
- 胡英明先生，SBS，CSDSM
- 吳美玲法官，SBS
- 陳漢儀醫生，SBS，JP
- 丁葉燕薇女士，SBS，JP
- 周淑貞女士，SBS，JP
- 梁志仁先生，SBS，JP
- 梁偉雄工程師，SBS，FSDSM
- 王桂壎先生，SBS，JP
- 任詠華博士，SBS，JP
- 徐尉玲博士，SBS，JP
- 葉玉如博士，SBS，MH，JP
- 黃奕鑑先生，SBS，MH，JP
- 余德祥先生，SBS，JP
- 吳永順先生，SBS，JP
- 鄭志剛博士，SBS，JP
- 李慧詩博士，SBS，MH
- 沈金康博士，SBS，MH
- 郭利民先生，SBS
- 陳兆根博士，SBS
- 黃貴權醫生，SBS
- 潘兆平先生，SBS，MH
- 何詩蓓女士，SBS
- 張家朗先生，SBS
- 史樂山先生，SBS
- 郭基煇先生，SBS
- Professor Sir David Stephen EASTWOOD，SBS

### 2023年
- 王少華女士，SBS
- 史立德博士，SBS，MH，JP
- 李賢義先生，SBS，MH
- 林美秀女士，SBS
- 林偉喬先生，SBS，JP
- 林雄申先生，SBS，JP
- 邱智立法官，SBS
- 邱達昌先生，SBS
- 姚珏女士，SBS，JP
- 查毅超博士，SBS，JP
- 孫國林先生，SBS，MH，JP
- 袁民忠先生，SBS，JP
- 袁旭健先生，SBS，PDSM
- 袁志偉先生，SBS，JP
- 區嘉宏先生，SBS，IDSM
- 彭雅妮工程師，SBS，JP
- 彭曉明先生，SBS，JP
- 馮馬潔嫻女士，SBS，JP
- 黃俊康先生，SBS
- 黃崇厚法官，SBS
- 葛珮帆議員，SBS，JP
- 劉業強議員，SBS，MH，JP
- 劉賜蕙女士，SBS，PDSM
- 潘婷婷女士，SBS，JP
- 鄭楚明博士，SBS，JP
- 鄭錦鐘博士，SBS，MH，JP
- 盧國華先生，SBS，JP
- 羅志康先生，SBS，JP

### 2024年
- 陳勇議員，SBS，JP
- 歐陽桂如法官，SBS
- 朱珮瑩法官，SBS
- 梁肇輝博士，SBS，JP
- 陳派明工程師，SBS，JP
- 盧世雄先生，SBS，JP
- 袁小惠女士，SBS，JP
- 鄭鍾偉先生，SBS，JP
- 吳王依雯女士，SBS，JP
- 吳華江先生，SBS，JP
- 李德康先生，SBS，MH，JP
- 唐偉章教授，SBS，JP
- 陳文洲先生，SBS，JP
- 馮孝忠先生，SBS，JP
- 黃碧嬌女士，SBS，MH，JP
- 劉德華先生，SBS，MH，JP
- 盧永雄先生，SBS，JP
- 蕭楚基先生，SBS，MH，JP
- 龍子明先生，SBS，MH，JP
- 嚴玉麟博士，SBS，JP
- 彭耀雄工程師，SBS，JP
- 朱敏健先生，SBS，IDS
- 翁志明先生，SBS，MH
- 潘佩璆醫生，SBS

### 2025年
- 何珮珊女士，SBS，CDSM
- 吳永嘉議員，SBS，BBS，JP
- 謝偉銓議員，SBS，BBS，JP
- 管浩鳴議員，SBS，BBS，JP
- 張錦慧女士，SBS，JP
- 陳嘉信先生，SBS，JP
- 譚大鵬先生，SBS，JP
- 劉明光先生，SBS，JP
- 鄭偉源先生，SBS，JP
- 莊因東先生，SBS，JP
- 張趙凱渝女士，SBS，JP
- 王庭聰先生，SBS，BBS，JP
- 查逸超教授，SBS，BBS，JP
- 高佩璇女士，SBS，BBS，JP
- 陳亨利先生，SBS，BBS，JP
- 陳南坡先生，SBS，BBS，JP
- 楊傳亮先生，SBS，BBS，JP
- 葉順興女士，SBS，BBS，MH，JP
- 鄧佑財先生，SBS，BBS，JP
- 鄭卓標先生，SBS，BBS，JP
- 余寶美女士，SBS，JP
- 張秀蘭女士，SBS，JP
- 鍾文傑先生，SBS，JP
- 周潔冰博士，SBS，BBS，MH
- 陳聰聰女士，SBS，BBS
- 黃良柏先生，SBS，BBS
- 江學禮先生，SBS，PMSM
- 江旻憓女士，SBS，MH
- 鍾麗玲女士，SBS